# Val Guest
Val Guest (11 de dezembro de 1911 — 10 de maio de 2006) foi um diretor de cinema britânico, conhecido por dirigir o filme Casino Royale, ao lado de outros cinco diretores (um deles não-creditado).

## Filmografia
- Miss London Ltd (1943)
- Bees in Paradise (1944)
- Give us the Moon (1944)
- I'll Be Your Sweetheart (1945)
- Just William's Luck (1947)
- William Comes to Town (1948)
- Murder at the Windmill (1949)
- The Body said No! (1950)
- Miss Pilgrim's Progress (1950)
- Mister Drake's Duck (1951)
- Penny Princess (1952)
- The Men of Sherwood Forest (1954)
- The Runaway Bus (1954)
- Life With the Lyons (1954)
- The Lyons in Paris (1955)
- Break in the Circle (1955)
- Dance, Little Lady (1955)
- The Quatermass Xperiment (1955)
- They Can't Hang Me (1955)
- It's a Wonderful World (1956)
- Carry on Admiral (1957)
- The Weapon (1957)
- Quatermass 2 (1957)
- The Abominable Snowman (1957)
- The Camp on Blood Island (1958)
- Up the Creek (1958)
- Further Up the Creek (1959)
- Yesterday's Enemy (1959)
- Expresso Bongo (1959)
- Life Is a Circus (1960)
- The Full Treatment (1960)
- The Day the Earth Caught Fire (1961)
- Jigsaw (1962)
- 80,000 Suspects (1963)
- The Beauty Jungle (1964)
- Where the Spies Are (1965)
- Casino Royale (1967)
- Assignment K (1968)
- Toomorrow (1970)
- When Dinosaurs Ruled the Earth (1970)
- Au Pair Girls (1972)
- Confessions of a Window Cleaner (1974)
- Killer Force (1976)
- The Shillingbury Blowers (1980)
- The Boys in Blue (1982)